# Томотерапия
Томотерапия — метод лучевой терапии, который основывается на совмещении спирального томографа кругового охвата с бинарным многолепестковым коллиматором, который непрерывно зондирует нужную область направленным излучением, обеспечивая терапию с более точной модуляцией интенсивности облучения; происходит облучение опухоли во всех направлениях с разворотом на 360⁰ и с разделением на множество слоёв. Встроенное устройство визуализации определяет и проверяет локализацию опухолевого очага, который в дальнейшем подвергается высокоточному облучению, минимизируя воздействие на здоровые ткани и органы.

## Общие принципы
С помощью компьютерной визуализации врач выявляет четкие границы новообразования, отделяющие его от здоровых тканей. При доставке излучения со статическим захватом, длина поля остается постоянной во время процедуры. При облучении с динамическим захватом, длина области, на которую нацелено излучение, изменяется так, что она начинается и заканчивается на минимальном значении.

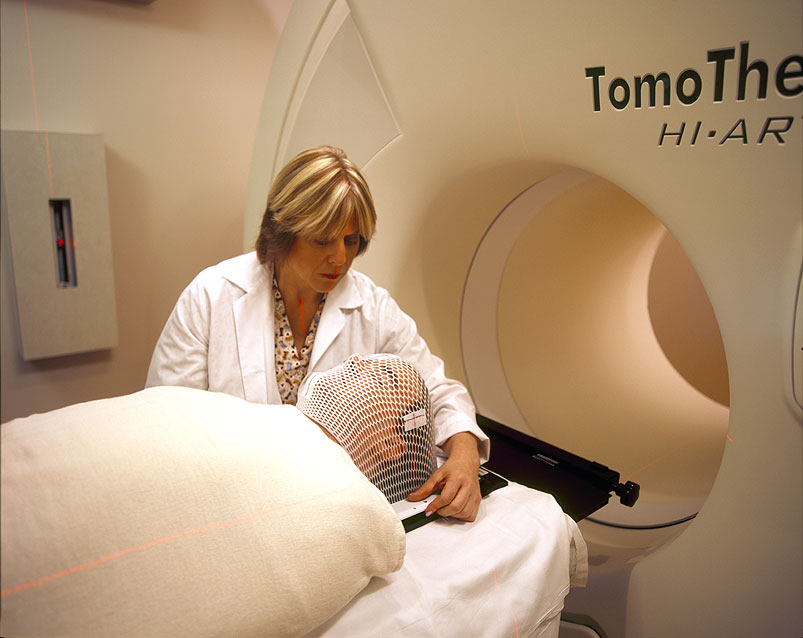
Пациент, который проходит томотерапию, покрытый лицом и телом для предотвращения движения.

Время проведения процедур томотерапии отличается от длительности обычной лучевой терапии (например, время процедуры при лечении рака простаты с помощью томотерапии может составлять всего 6,5 минут). Для ежедневной КТ это время увеличивается на 2-3 минуты. КТ используется для определения точного направления излучения и позволяет оператору корректировать лечение в случае изменения анатомии пациента связанного с потерей веса или уменьшением опухоли (лучевая терапия с визуальным контролем).
Существуют сравнения между томотерапией и другими методами IMRT. Объемно-модулированная дуговая терапия (VMAT) может обеспечить более быстрое лечение, в то время как томотерапия обеспечивает равномерную, точно направленную дозу излучения и не приводит к повреждению здоровых тканей организма.

#### Спиральная доставка излучения
При спиральной томотерапии линейный ускоритель вращается на своей оси с постоянной скоростью, так что с точки зрения пациента траектория линейного ускорителя имеет вид спирали.
Несмотря на то, что спиральная томотерапия может производить лечение на большой площади без необходимости примыкать к полям в продольном направлении, она демонстрирует «эффект резьбы» при лечении нецентральных опухолей. Это эффект может быть подавлен во время подготовительных мероприятий посредством хорошей настройки частотности излучения.

#### Доставка излучения с фиксированным углом
При томотерапии с фиксированным углом используются несколько пучков излучения, каждый из которых подаётся под отдельным фиксированным углом наклона оси, при котором во время доставки облучения перемещается только кушетка. Это обозначается как TomoDirect, но также называется томотерапией.
Эта технология позволяет проводить стационарное лечение, перемещая пациента через кольцо гентри и сохраняя излучение под заданным углом.

## Клинические предпосылки
Томотерапия используется при лечении больных с раком лёгких, головы и шеи, раком молочной железы, раком предстательной железы.
В целом лучевая терапия развивалась с сильной зависимостью от однородности дозы по всей опухоли. Томотерапия воплощает последовательную доставку излучения в различные части опухоли, при этом существуют две важные проблемы. Во-первых, этот метод известен как «сопоставление полей» и даёт возможность менее точного сопоставления между двумя соседними полями с результирующей горячей и/или холодной точкой в опухоли. Вторая проблема заключается в том, что если пациент или опухоль перемещаются во время этой последовательной доставки, то опять же, возникнет горячая или холодная точка. Первая проблема сводится к использованию спирального движения, как в спиральной компьютерной томографии.
Некоторые[кто?] исследования показали, что томотерапия обеспечивает более конформные планы лечения и снижают острую токсичность.
Не спиральные методы статического луча, такие как IMRT и TomoDirect, хорошо подходят для лучевой терапии всей груди. Эти режимы лечения позволяют избежать интегрального распределения низких доз и длительного времени лечения, связанного со спиральными подходами, ограничивая доставку дозы тангенциальными углами.
Этот риск усиливается у молодых пациенток с раком молочной железы на ранних стадиях, где показатели излечения высоки, а продолжительность жизни значительна.
Подходы со статическим углом пучка направлены на максимальное терапевтическое соотношение, гарантируя, что вероятность контроля опухоли (TCP) значительно превышает вероятность осложнения, связанного с нормальной тканью (NTCP).

## История
Техника томотерапии была разработана в начале 1990-х годов в Университете Висконсин-Мэдисон профессорами Томасом Роквеллом Маки и Полом Реквердтом. Небольшой мегавольтный источник рентгеновского излучения был установлен аналогично рентгеновскому источнику КТ, и его геометрия позволяла получать КТ-изображения тела в положении для лечения. Современные[когда?] модели используют энергию мегавольтного напряжения. Благодаря этой комбинации аппарат стал одним из первых устройств, способных обеспечить лучевую терапию с визуальным контролем (IGRT).
Первым применением томотерапии была система Corvus, разработанная Nomos Corporation, с первым пациентом, получившим лечение в апреле 1994 года. Это была первая коммерческая система для планирования и проведения лучевой терапии с модуляцией интенсивности (IMRT). Оригинальная система, предназначенная исключительно для использования на головном мозге, включала в себя жёсткую систему фиксации на основании черепа для предотвращения движения пациента в процессе облучения. Некоторые[кто?] пользователи применили эту технику к опухолям в других частях тела.